# Долл, Джон
Джон Долл Томпсон (англ. John Dall Thompson; 26 мая 1918 — 15 января 1971) — американский актёр.

## Биография
Джон Долл Томпсон в Нью-Йорке, вторым ребёнком в семье инженера-строителя Чарльза Дженнера Томпсона и его супруги Генри (урождённой Уортингтон) .
Популярность получил благодаря своим актёрским работам на театральной сцене, в частности участием в бродвейских постановках с 1944 по 1955 год. На киноэкранах он появлялся мало и запомнился исключительно своими тремя ролями, среди которых Брендон Шоу, убийца из хичкоковского триллера «Верёвка», Барт Теир в нуаре «Без ума от оружия» и Морган Эванс в драме «Кукуруза зелена», за которого актёр был номинирован на «Оскар». С началом 1950-х годов Долл работал в основном на телевидении, где в 1965 году и завершил свою актёрскую карьеру ролью в телесериале «Перри Мейсон».

## Личная жизнь
Долл был геем. В последние годы своей жизни Долл страдал от алкоголизма и жил вместе со своим партнёром, Клементом Брэйсом (умер в 1996).
Долл скончался в возрасте 52 лет в своём доме в Беверли-Хиллз от сердечного приступа, вызванного миокардитом. Его тело было отдано науке.